# Invasão de Anjuã de 2008
A invasão de Anjuã (ou Operação Democracia nas Comores), em 25 de março de 2008, foi um assalto anfíbio liderado pelas Comores, apoiado pelas forças da União Africana (UA), incluindo tropas do Sudão, Tanzânia, Senegal, juntamente com apoio logístico da Líbia e da França. O objetivo da invasão foi o de derrubar a liderança do coronel Mohamed Bacar, em Anjuã, uma parte insular da União das Comores, quando se recusou a renunciar depois de uma disputada eleição de 2007, desafiando o governo federal e a UA. O arquipélago das Comores, no Oceano Índico, teve uma história fragmentada desde a independência da França, passando por mais de 20 golpes ou tentativas de golpes.
A invasão ocorreu na madrugada de 25 de março de 2008. As principais cidades foram rapidamente invadidas e a ilha foi declarada sob o controle das forças invasoras no mesmo dia. Mohamed Bacar conseguiu fugir para Mayotte em 26 de março e pediu asilo político. Ele foi posteriormente mantido em custódia lá pela administração francesa e levado para a ilha de Reunião. Em 15 de maio, a França rejeitou o pedido de asilo de Bacar, mas o gabinete de refugiados francês decidiu que o líder deposto não poderia ser extraditado para os Comores devido ao risco de perseguição.
Um analista francês afirmou que a União Africana esperava uma vitória relativamente fácil em Anjuã para obter prestígio internacional para compensar as dificuldades em missões no Sudão e na Somália.
Em 1997, o separatismo da ilha tinha confrontado o governo central e este reagiu enviando uma guarnição de 200 a 300 soldados para subjugar e assegurar a estabilidade da ilha.

## Ligações Externas
- Fotos:
  - In pictures: Comoros exercise (BBC News)
  - In pictures: Comoros assault (BBC News)
- Artigos
  - Live from the Comoros (France 24)
  - The strangest invasion in history?, Tom Nevin